# Tim Knauer
Tim Knauer (* 9. November 1981 in Hamburg) ist ein deutscher Schauspieler, Hörspielsprecher und Synchronsprecher.

## Werdegang und Wirken (Auswahl)
Tim Knauer, der jüngere Bruder der Schauspielerin Anja Knauer, sammelte bereits als Schüler Erfahrungen hinter dem Mikrofon, z. B. in der ARD-Synchronisation Hör mal, wer da hämmert und in Hörspielproduktionen wie TKKG. Nach seinem Abitur nahm er Sprechunterricht bei der Hamburger HfMT-Professorin Marianne Bernhardt. Neben seiner Tätigkeit als Schauspieler, Synchron- und Hörspielsprecher studierte er Betriebswirtschaft an der Universität Hamburg und graduierte 2008 als Diplomkaufmann.

### Film- und Fernsehproduktionen
Erstmals im deutschen Fernsehen war Knauer im Jahr 2000 zu sehen, so hatte er beispielsweise Episodenauftritte in den Fernsehserien Alphateam – Die Lebensretter im OP oder Die Rettungsflieger. Einen festen Part erhielt er ab 2001 in der ZDF-Vorabendserie Hallo Robbie!, wo er acht Jahre lang den Tierpfleger Tom spielte mit Cross-Over-Auftritten in Unser Charly (2001, 2012). Einem breiteren Fernsehpublikum ist er durch die Rolle des Roberto Buchstab in der Lindenstraße bekannt geworden, die er vom Sommer 2006 bis Ende Januar 2007 spielte, außerdem 2012 sowie 2020 zwei erneute Gastauftritte hatte.
Bühnenerfahrungen sammelte Tim Knauer in Inszenierungen des Hamburger Künstlers Michael Batz im Jahre 2011. Im Januar beteiligte er sich an der szenischen Lesung des Dokumentarstücks 39 Tage Curiohaus anlässlich des Tages des Gedenkens an die Opfer des Nationalsozialismus und im Frühling spielte er beim 9. Portalspiel am Hamburger Michel den Wandergesellen Siggi.

### Synchronisation
Bereits mit 12 Jahren synchronisierte er eine Serienhauptrolle in der US-Sitcom Hör mal, wer da hämmert und war somit als Randy von 1993 bis 1995 im ARD-Vorabendprogramm zu hören. In den Wiederholungen auf dem Privatsender RTL ist jedoch seine Stimme aufgrund einer Neusynchronisation durch Clemens Ostermann ersetzt. Anfang der 2000er Jahre etablierte sich Knauer in der Synchronbranche. Er übernahm unterschiedliche Teenagercharaktere, beispielsweise 2002 als Noah in der Sitcom Was geht, Noah? für Phillip Van Dyke oder in der Dramaserie Ein Wink des Himmels als Josh Greene für Austin O’Brien, 2007 für Jesse Tyler Ferguson in der Sitcom The Class und für Burgess Abernethy in H2O – Plötzlich Meerjungfrau. Einer seiner ersten Erwachsenencharaktere war die Rolle des etwas dümmlichen Rockmusikers Andy Dwyer in der Comedyserie Parks and Recreation für Chris Pratt. Aber auch animierten Trickfiguren lieh er seine Stimme, z. B. ‚Access Time‘ in Kamikaze Kaito Jeanne (2001), ‚Russel van Eden‘ in Mimis Plan (2003), ‚Neji Hyūga‘ in Naruto (seit 2006), ‚Yu Kanda‘ in D.Gray-man (2011), ‚Dudley Puppy‘ in T.U.F.F. Puppy (2011) ‚Leonardo‘ in Teenage Mutant Ninja Turtles (seit 2012), oder ,Berthold Fubar’ in Attack on Titan (seit 2016).
Im Krimi- und Fantasygenre war Knauer bereits 2003 in der 1. Staffel der Actionserie 24 als Kleinkrimineller Rick zu hören, ab dem Jahr 2010 in diversen Hauptrollen, beispielsweise in Vampire Diaries als Matt Donovan für Zach Roerig, in Southland als Officer Ben Sherman für Benjamin McKenzie und in The Forgotten – Die Wahrheit stirbt nie als Tyler Davies, 2011 für Mark Ryder als Cesare Borgia in Borgia, für David Lyons als Leitender Matrose Josh ‘ET’ Holiday in Sea Patrol und 2012 als Robin Hood in Robin Hood. Im Dramagenre leiht er Martin Hristov in der bulgarischen Serie Undercover seine Stimme. Im Comedybereich kennt man seine Stimme als Footballstar Sammy aus der Serie Blue Mountain State (2010) und seit 2012 spricht er Steve in Shameless sowie Nick in New Girl. Seit 2015 ist er zudem die deutsche Stimme von Charlie Cox, dem er erstmals in der Serie Marvel’s Daredevil (2015–2018) als Matt Murdock / Daredevil seine Stimme lieh.
In mehreren BBC-Literaturverfilmungen, die 2009 in deutscher Fassung auf DVD veröffentlicht wurden, sprach er die männliche Hauptfigur, z. B. in Casanova, gespielt von David Tennant, in David Copperfield für Ciarán McMenamin, in Fingersmith für Rupert Evans und in Tess of the D’Urbervilles für Eddie Redmayne, bzw. den Antagonisten Willoughby in Sinn und Sinnlichkeit oder Wickham in Wenn Jane Austen wüsste, einer modern angelegten Version des Klassikers „Stolz und Vorurteil“. 2016 lieh er seine deutsche Stimme dem britischen Schauspieler Jordan Waller der in dem großen Historiendrama Victoria die Rolle des Lord Alfred Paget spielte.
Deutsche Kinobesucher hörten Knauers Stimme in Kinofilmen unter anderem in der Woody-Allen-Komödie Anything Else (2004) für Jason Biggs, im Drama Dandelion – Eine Liebe in Idaho (2006) für Vincent Kartheiser, in den Gus-Van-Sant-Filmen Last Days (2007) als Scott und Paranoid Park (2008) als Jared, im Science-Fiction-Film Tron: Legacy (2010) für Cillian Murphy, in Joel Schumachers Literaturverfilmung Twelve (2010) als Hunter, im Fantasyfilm Snow White and the Huntsman (2012) für Sam Claflin, im Science-Fiction-Film Seelen (2013) für Jake Abel und in der jüngeren Vergangenheit (2012–2014) als Zwerg Fili in Der Hobbit für Dean O’Gorman.

### Hörspielproduktionen
Knauer war bereits als Schüler in einigen Hörspielproduktionen zu hören. Beispielsweise sprach er 1996 in der Europa-Hörspielserie TKKG (Folge 98 Die Haie vom Lotus-Garten) unter der Regie von Heikedine Körting die Rolle des Gotti. Im selben Jahr veröffentlichte das Label ‘‘Geheimhund Bello Bond‘‘ nach der Kinderbuchreihe von Thomas Brezina, worin er in der 1. und 3. Folge als ‚Schmatzer‘ zu hören war. Drei Jahre später beteiligte sich Knauer bei der Hörspielreihe ‘‘Animorphs‘‘, herausgegeben vom Ravensburger Verlag, darin sprach er in den ersten vier Teilen Marco, der sich zum Kämpfen in einen Gorilla verwandelt. Ab 2005 hatte Knauer erneut Episodenauftritte unter Heikedine Körtings Leitung in den erfolgreichen Hörspielserien Fünf Freunde (Folge 62, 71, 79, 84) und Die drei ??? (Folge 126) und unter der Regie von Thomas Karallus in Die drei !!! (Folge 1, 3, 5, 8) als auch in Die Teufelskicker (Folge 20, 24, 33). Auch bei der Audioversion der Ki.Ka-Jugendserie H2O – Plötzlich Meerjungfrau, die 2010 mit den Originalsprechern herausgegeben wurde, war er wieder als Zane zu hören.
Im Jahr 2009 wurde Tim Knauer auch im Erwachsenen-Genre des Hörspielmarktes tätig, z. B. in Der Hexer nach Edgar Wallace, überarbeitet und produziert von Sven Schreivogel und in der 3. und 4. Folge der Science-Fiction-Hörspielreihe The SATCHMO Trilogy des Hamburger Indie-Labels fuenf59. In Produktionen des Labels Hörplanet hörte man ihn in Ordensschwester Amelie (2010–2011) in der Folge 1 Spurlos verschwunden und Folge 7 Gebrochene Herzen, bzw. in der Krimiserie Lady Bedfort (2011) in Folge 40 Schatten im Maisfeld (Hörplanet/Audible) und 44 Scharlatan. Seit Ende 2012 spricht er zudem die Titelrolle des Wolfgang Mozart in der Serie Amadeus, welche von demselben Label produziert wird.

## Filmografie (Auswahl)

### Als Schauspieler
- 2000: Auf Herz und Nieren
- 2000: Alphateam – Die Lebensretter im OP (Fernsehserie) – Regie: Christine Kabisch
- 2000: Die Rettungsflieger (Fernsehserie) – Regie: Thomas Jacob
- 2001: Unser Charly (Fernsehserie) – Regie: Monika Zinnenberg
- 2001–2009: Hallo Robbie! (Fernsehserie)
- 2006–2007, 2012, 2020: Lindenstraße (Fernsehserie, 15 Folgen)
- 2009: Der Untermieter (Kurzfilm) – Regie: Max Zähle
- 2010: Doctor’s Diary – Regie: Sophie Allet-Coche
- 2010: Küstenwache (Fernsehserie, Folge Tödlicher Ausflug) – Regie: Jan Bauer
- 2012: Unser Charly (Fernsehserie, Folge Der schöne Schein) – Regie: Monika Zinnenberg

### Als Synchronsprecher
Kōichi Tōchika
- 2006–2009: als Neji Hyuga in Naruto
- 2009–2017: als Neji Hyuga in Naruto Shippudden

Tony Babcock
- 2009: als Darren Michaels in Black Mirror 2 (Computerspiel)
- 2011: als Darren Michaels in Black Mirror 3 (Computerspiel)

Ben Platt
- 2012: als Benji Applebaum in Pitch Perfect
- 2015: als Benji Applebaum in Pitch Perfect 2

Wilmer Valderrama
- seit 2016: als Special Agent Nicholas „Nick“ Torres in Navy CIS
- 2022: als Special Agent Nicholas Torres in Navy CIS: Hawaiʻi

Dean Fujioka
- 2017: als Roy Mustang in Fullmetal Alchemist (Netflix-Film)
- 2022: als Roy Mustang in Fullmetal Alchemist: The Revenge of Scar (Netflix-Film)

Dan Stevens
- 2010–2015: als Matthew Crawley in Downton Abbey
- 2017–2019: als David Haller in Legion
- 2020: als Hal in Ruf der Wildnis
- 2025: als Evan Green in Zero Day

Dean O’Gorman
- 2012: als Fili in Der Hobbit: Eine unerwartete Reise
- 2013: als Fili in Der Hobbit: Smaugs Einöde
- 2014: als Fili in Der Hobbit: Die Schlacht der Fünf Heere

Charlie Cox
- 2015–2018: als Matt Murdock / Daredevil in Marvel’s Daredevil
- 2017: als Matt Murdock / Daredevil in Marvel’s The Defenders
- 2021: als Matt Murdock in Spider-Man: No Way Home
- 2022: als Adam Lawrence in Treason
- 2022: als Matt Murdock / Daredevil in She-Hulk: Die Anwältin
- 2024: als Matt Murdock / Daredevil in Echo
- seit 2025: als Matt Murdock / Daredevil in Daredevil: Born Again
- 2025: als Matt Murdock / Daredevil in Der freundliche Spider-Man aus der Nachbarschaft

Jake Johnson
- 2011–2018: als Nick Miller in New Girl
- 2013: als Basel in The Pretty One
- 2014: als Ryan in Let’s be Cops – Die Party Bullen
- 2015: als Lowery Cruthers in Lego Jurassic World (Computerspiel)
- 2015: als Lowery Cruthers in Lego Dimensions (Computerspiel)
- 2019: als Grey McConnell in Stumptown
- 2020: als Coach Ben in Hoops
- seit 2022: als Doug in Minx

#### Filme
- 1992: Für Lee Montgomery in Columbo: Teuflische Intelligenz als Steve Spelberg
- 1996: Für Dickie Moore in Sergeant York als George York
- 1997: Für Nicholas Irons in Die Scharfschützen – 14. Waterloo als Harry Price
- 2006: Für Sun Chien in Chun Fang – Das blutige Geheimnis als Inspektor Pan
- 2009: Für Kyle Schmid in Fear Island – Mörderische Unschuld als Tyler
- 2010: Für Cam Gigandet in Burlesque als Jack
- 2012: Für Aaron Tveit in Les Misérables als Enjolras
- 2012: Für Sam Claflin in Snow White and the Huntsman als William
- 2013: Für Luis Rosado in Battle of the Year als Bambino
- 2013: Für Zachary Levi in Thor – The Dark Kingdom als Fandral
- 2013: Für Jake Abel in Seelen als Ian O’Shea
- 2014: Für Hideaki Anno in Wie der Wind sich hebt als Jirō Horikoshi
- 2014: Für Patrick Fugit in Gone Girl – Das perfekte Opfer als Officer Jim Gilpin
- 2015: Für Shin’ichirō Miki in Expelled from Paradise als Zarik „Dingo“ Kajiwara
- 2016: Für Jérémie Elkaïm in Nicht meine Schuld als Philippe
- 2016: Für Lukas Haas in The Revenant – Der Rückkehrer als Jones
- 2016: Für Marcus Collen in Nacktbaden –6 Manche bräunen, andere brennen als Morten
- 2017: Für Lakeith Stanfield in Get Out als Andrew Logan King
- 2020: Für John David Washington in Tenet als Der Protagonist
- 2021: Für Anastasios Soulis in Red Dot als David Daftander
- 2021: Für O. T. Fagbenle in Black Widow als Rick Mason
- 2022: Für Tom Bateman in Dreizehn Leben als Chris Jewell
- 2023: Für Sha Yi in Die wandernde Erde II als Zhang Peng
- 2023: Für Michiel Huisman in Rebel Moon – Teil 1: Kind des Feuers als Gunnar
- 2024: Für Michiel Huisman in Rebel Moon – Teil 2: Die Narbenmacherin als Gunnar

#### Serien
- 2005: Für Daisuke Sakaguchi in Heat Guy J als Claire Leonelli
- 2006–2010: Für Burgess Abernethy in H2O – Plötzlich Meerjungfrau als Zane Bennett
- 2007–2009: Für David Lyons in Sea Patrol als Josh ‘ET’ Holiday
- 2009–2013: Für Benjamin McKenzie in Southland als Officer Ben Sherman
- 2009–2015: Für Chris Pratt in Parks and Recreation als Andy Dwyer
- 2010–2012: Für Brandon Routh in Chuck als Daniel Shaw
- 2010–2013: Für Tim Pocock in Dance Academy – Tanz deinen Traum! als Ethan Karamakov
- 2010–2017: Für Zach Roerig in Vampire Diaries als Matt Donovan
- 2010–2017: Für Bryce Johnson in Pretty Little Liars als Detective Darren Wilden
- 2011–2016: Für Iwajlo Sachariew in Undercover als Martin Christow
- 2012: Für Wes Brown in Desperate Housewives als Dr. Bailey
- 2012–2015: Für Justin Chatwin in Shameless als Jimmy Lishman / Steve Wilton
- 2012–2015: Für Gabriel Mann in Revenge als Nolan Ross
- 2013: Für Mamoru Miyano in Free! als Rin Matsuoka
- 2012–2018: Für Jason Biggs, Dominic Catrambone und Seth Green in Teenage Mutant Ninja Turtles als Leonardo
- 2014–2017: Für Yoshimasa Hosoya in Yu-Gi-Oh! Arc-V als Reji Abaka (Folge 1–145)
- 2014–2018: Für Elyes Gabel in Scorpion als Walter O’Brien
- 2014–2022: Für Jesse Lee Soffer in Chicago P.D. als Jay Halstead
- 2015: Für Wataru Hatano in Hamatora als Murasaki
- 2015–2017: Für John Boyd in Bones – Die Knochenjägerin als Special Agent James Aubrey
- 2016–2019: Für Riz Ahmed in The OA als Elias Rahim
- 2016–2020: Für John Brotherton in Fuller House als Matt Harmon
- 2016–2021: Für Tyler Hoechlin in Supergirl als Superman
- 2016: Für Kenjiro Tsuda in My Hero Academia als Kai Chisaki
- 2017–2019: Für Brendan Hines in The Tick als Superian
- 2017–2020: Für Hugo Becker in Baron Noir als Cyril Balsan
- 2017: Für Daisuke Namikawa in Fairy Tail als Jellal Fernandes
- 2018–2020: Für Yûichi Nakamura in ~Haikyuu!! als Tetsurō Kuroo
- 2019: Für Alex Fitzalan in The Society als Harry Bingham
- 2020: Für Kadiff Kirwan in Ich schweige für dich als Wesley Ross
- 2020: Für Akira Ishida in Dr. Stone als Hyoga
- 2020: Für Jun'ichi Suwabe in Bakuman als Shinta Fukuda
- seit 2020: Für Robbie Amell in Upload als Nathan Brown
- 2020–2022: Für Deniz Akdeniz in The Flight Attendant als Max Park
- seit 2021: Für Ralf Little in Death in Paradise als DI und Neville Parker
- 2021: Für Max Mittelman in What If…? als Fandral
- 2021: Für Takuya Sato in JoJo’s Bizarre Adventure: Battle Tendency als Caesar Zeppeli
- 2021: Für Giles Panton in Ninjago als Kalmaar
- seit 2022: Für Takuya Eguchi in Spy × Family als Twilight/Loid Forger
- seit 2022: Für Simon Sears in Befruchtet als Mathias
- 2023: Für O. T. Fagbenle in Secret Invasion als Rick Mason

#### Videospiele
- 2008: Für Nathan Vetterlein in Left 4 Dead als Kirchentyp
- 2009: Für Eric Ladin in Left 4 Dead 2 als Ellis
- 2011: Für Nico Lennon in Dragon Age 2 als Carver